# Geir Digerud
Geir Digerud (nascido em 19 de maio de 1956) é um ex-ciclista norueguês de ciclismo de estrada.
Nasceu em Oslo, e é o irmão de Per Digerud. Competiu nos Jogos Olímpicos de Verão de 1976 em Munique, onde terminou na oitava posição nos 100 km contrarrelógio por equipes, com a equipe norueguesa. Venceu, em 1977, 1978 e 1979, o Campeonato da Noruega de Ciclismo em Estrada.